# Kavics az égben
A Kavics az égben (angolul: Pebble in the Sky) Isaac Asimov tudományos-fantasztikus regénye, mely először 1950-ben jelent meg. Magyarul 1992-ben jelent meg a Móra Ferenc Könyvkiadónál Füssi-Nagy Géza fordításában.
Ez a könyv Asimov Birodalom-sorozatának harmadik - megjelenését tekintve az első - regénye.

## Történet
Chicago egyik utcáján sétálva Joseph Schwartz, 62 éves nyugdíjas szabó, egy nukleáris kísérlet véletlen áldozatává válik, aminek következtében egyik pillanatról a másikra több tízezer évet utazik az időben a jövőbe. A hely, ahová érkezik, teljesen ismeretlen számára, és még az emberek által beszélt nyelvet sem érti. Talál egy földművesek lakta házat, ahol befogadják éjszakára. A ház lakói azt gondolják róla, hogy szellemileg sérült, ezért beleegyezése nélkül felajánlják egy tudományos kísérlet, az úgynevezett „összegző” alanyának. Ezen kísérletek célja, hogy fejlesszék az alanyok értelmi képességeit, azonban már több korábbi páciens belehalt. Schwartz azonban életben marad és azt veszi észre, hogy nagyon gyorsan képes elsajátítani az emberek által a jövőben beszélt nyelvet, amit addig nem értett. A kezelés mellékhatásaként telepatikus képességei is kialakulnak, amelynek segítségével képessé válik az emberek gondolataiban olvasni, és bizonyos mértékig az akaratukat befolyásolni.
A történet idején a Föld a Galaktikus Birodalom jelentéktelen, nagy részben radioaktívvá vált bolygója, amely azonban a múltban már háromszor fellázadt a Trantor uralma ellen. A galaxis többi lakója kiközösíti a földlakókat szokásaik és a radioaktivitástól való félelem miatt. A földi szokások és törvények szerint ugyanis mindenkinek eutanáziát kell elkövetnie, ha eléri a hatvanéves kort, hogy megakadályozzák a bolygó túlnépesedését. Ezt a törvényt csak úgy emlegetik a Földön, hogy a „hatvan”. Schwartz pedig már 62 éves, amikor ebbe a világba kerül.
Ugyanebben az időben érkezik a Földre Bel Arvardan, a Galaktikus Birodalom szíriuszi származású régésze, akinek az a célja, hogy bebizonyítsa, hogy a Föld volt az az egyetlen bolygó, ahol az emberi élet kialakult, és az emberek a Földről kiindulva hódították meg a galaxist. A Föld fanatikus vezetői azonban éppen újabb lázadásra készülnek a birodalom ellen, ezért a régészt kémként kezelik, és Arvardan a véletlenek valamint egy hirtelen jövő szerelem folytán tényleg bele is keveredik az összeesküvésbe. A földi tudósok az „összegző” segítségével ugyanis titokban kifejlesztettek egy vírust, amely csak a földlakókra veszélytelen: a galaxis összes többi bolygóján azonban elpusztítaná az emberi életet. Dr. Shekt, az „összegző” feltalálója azonban megpróbálja még időben leleplezni az lázadást a lánya, Pola Shekt és Dr. Arvardan segítségével.

## Megjelenések

### angolul
1. Pebble in the Sky, Doubleday, 1950[2]

### magyarul
1. Kavics az égben; ford. Füssi-Nagy Géza; Galaktika, Bp., 1992 (Alapítvány és birodalom sorozat)
2. Asimov teljes Alapítvány-Birodalom-Robot Univerzuma, 3. kötet, Szukits Könyvkiadó, Szeged, 2002, ford.: Füssi-Nagy Géza[3]

## Külső hivatkozások
- Magyar nyelvű megjelenések
- Angol nyelvű megjelenések az ISFDB-től